# Luis Ignacio Quinteros
Luis Ignacio Quinteros Gasset (Santiago del Cile, 23 aprile 1979) è un ex calciatore cileno, di ruolo Attaccante.